# 团田镇
团田镇，是中华人民共和国云南省普洱市墨江哈尼族自治县下辖的一个乡镇级行政单位。
2012年12月28日，云南省人民政府批复同意撤销团田乡，设立团田镇。

## 行政区划
团田镇下辖以下地区：
团田村、坝干村、那海村、岔河村、复兴村、老围村、新龙村和绿叶村。